# Ammothea acheliata
Ammothea acheliata là một loài nhện biển trong họ Ammotheidae. Chúng được miêu tả khoa học năm 1998 bởi Child.